# Orlu (Eure-et-Loir)
Orlu település Franciaországban, Eure-et-Loir megyében. Lakosainak száma 38 fő (2018. január 1.). Orlu Vierville, Oysonville és Ardelu községekkel határos.

## Népesség
A település népességének változása:
| Lakosok száma | 44   | 49   | 37   | 30   | 31   | 49   | 44   | 39   | 38   | 38   |
|               | 1962 | 1968 | 1982 | 1990 | 1999 | 2008 | 2011 | 2013 | 2017 | 2018 |